# Brooklyn (Conecuh County, Alabama)
Brooklyn ist ein gemeindefreies Gebiet im Conecuh County im Bundesstaat Alabama in den Vereinigten Staaten.

## Geographie
Brooklyn liegt im Süden Alabamas im Süden der Vereinigten Staaten, etwa 29 Kilometer nördlich der Grenze zu Florida. Es befindet sich 7 Kilometer nördlich des 339 Quadratkilometer großen Conecuh National Forest sowie unmittelbar nordwestlich des Conecuh River, der später in den Escambia Bay mündet, einen Teil des Pensacola Bay nördlich des Golfs von Mexiko.
Nahegelegene Orte sind unter anderem River Falls (22 km nordöstlich), Carolina (23 km östlich), Castleberry (24 km westlich), Andalusia (25 km östlich) und Brewton (29 km südwestlich). Die nächste größere Stadt ist mit 195.000 Einwohnern das etwa 130 Kilometer südwestlich entfernt gelegene Mobile.

## Geschichte
Die meisten der frühen Siedler Brooklyns kamen aus Georgia. Um 1820 fuhr erstmals eine Fähre über den Sepulga River, um dem wachsenden Personenverkehr Herr zu werden. 1820 wurde dieser Fährbetrieb an Edwin Robinson verkauft, der hier ein Geschäft eröffnete und damit die Stadt gründete. Er war es auch, der den Namen des Ortes in Anlehnung an seine Heimatstadt Brooklyn in Connecticut wählte.
1821 wurde die erste Kirche erbaut, später folgte eine Schule. Durch die Eröffnung weiterer Geschäfte wurde Brooklyn schnell zur wichtigsten Stadt der Umgebung. 1829 wurde ein Postamt eröffnet, das bis 2011 in Betrieb war.

## Verkehr
Etwa 11 Kilometer südlich verläuft der U.S. Highway 29 auf gemeinsamer Trasse mit der Alabama State Route 15. 17 Kilometer nördlich verläuft der U.S. Highway 84, 24 Kilometer westlich der U.S. Highway 31. 28 Kilometer nordwestlich befindet sich die Trasse des Interstate 65.
Etwa 30 Kilometer nordwestlich befindet sich der Flughafen Middleton Field, 38 Kilometer östlich außerdem der South Alabama Regional Airport.